# Бордунова Альбіна Миколаївна
Альбі́на Микола́ївна Бордуно́ва (* 1984) — українська плавчиня, учасниця літніх Олімпійських ігор.

## Життєпис
Народилася 1984 року в місті Запоріжжя. Мама Тетяна Іванівна (*1959) — родом із села Желябовка в Криму. Виростала з братом Тимофієм (* 1988).
Під час олімпійського виступу в Сіднеї 2000 року у програмі естафети 4 × 200 метрів вільним стилем стартувала з Жанною Лозумирською, Надією Бешевлі і Оленою Лапуновою, в кваліфікаційному запливі українки були дискваліфіковані.
Від 2003 року вчилася в Запорізькій державній інженерній академії, за спеціальністю економіка підприємства, кваліфікація — фінансист.
У 2004—2006 роках — у Запорізькому обласному відділенні Партії регіонів — секретар апарату управління — завідувачка сектору партійного обліку, потім спеціаліст з обліку членів партії і кадрів. Була на роботі в Запорізькій обласній державній адміністрації — помічник-консультант. 2006 року обрана депутатом міської ради від Запорізької міської організації Партії регіонів
В 2014 році була координатором стрибків з арочного мосту. Проживає в місті Запоріжжя.